# Ramsay, a konyha ördöge
A Ramsay, a konyha ördöge brit televíziós műsor, amelynek elindítója és műsorvezetője a brit sztárszakács és televíziós személyiség, Gordon Ramsay. A BAFTA és Emmy-díjas műsor 2004-ben debütált a Channel 4 csatornán.
Ramsay minden epizódban meglátogat egy-egy fennmaradásáért küzdő éttermet, és az ott töltött egy hét alatt megkísérli rendbe hozni és fejleszteni annak működését. Néhány hónappal később visszalátogat, és ellenőrzi tevékenységének végeredményét. Az első két évadhoz a visszalátogatásokat tartalmazó részeket később adták hozzá: Ramsay egy vagy több évvel később tért vissza a helyszínekre. 2009 októberében Ramsay bejelentette, hogy befejezi a műsort, és a tévétársasággal kötött négyéves szerződésének 2011-ben történő lejáratáig más feladatokra összpontosít.
2009 januárjában, a The Great British Food Fight című, kéthetes Channel 4 műsorfolyam keretében Ramsay's Great British Nightmare címmel két részes, speciális „évad” készült a műsorból. Ebben Ramsay arra biztatta a nézőket, hogy támogassák a környezetükben található helyi éttermeket.
Az amerikai változat Gordon Ramsay – A konyha ördöge címmel 2007. szeptember 19-én debütált a Fox csatornán. A Channel 4 az amerikai változatot Ramsay's Kitchen Nightmares USA címmel vetítette.

## Évadok áttekintése
| # | #                       | Epizódok | Eredeti vetítés    | Eredeti vetítés    |
| # | #                       | Epizódok | Évadnyitó rész     | Évadzáró rész      |
| - | ----------------------- | -------- | ------------------ | ------------------ |
|   | 1                       | 4        | 2004. április 30.  | 2004. május 18.    |
|   | 2                       | 8        | 2005. május 24.    | 2005. július 12.   |
|   | 3                       | 4        | 2006. február 21.  | 2006. március 14.  |
|   | 4                       | 6        | 2006. november 14. | 2006. december 19. |
|   | 5                       | 8        | 2007. október 30.  | 2007. december 18. |
|   | Great British Nightmare | 2        | 2009. január 30.   | 2009. január 30.   |

## Epizódok

### Első évad (2004)
| # | # (évadon belül) | Étterem                 | Helyszín                 | Eredeti sugárzási időpont |
| - | ---------------- | ----------------------- | ------------------------ | ------------------------- |
| 1 | 1                | „Bonapartes Restaurant” | Silsden, Anglia          | 2004. április 27.         |
|   |                  |                         |                          |                           |
| 2 | 2                | „The Glass House”       | Ambleside, Anglia        | 2004. május 4.            |
|   |                  |                         |                          |                           |
| 3 | 3                | „The Walnut Tree Inn”   | Llanddewi Skirrid, Wales | 2004. május 11.           |
|   |                  |                         |                          |                           |
| 4 | 4                | „Moore Place”           | Esher, Anglia            | 2004. május 18.           |
|   |                  |                         |                          |                           |

### Második évad (2005)
| #                                                                  | # (évadon belül) | Étterem                          | Helyszín                | Eredeti sugárzási időpont |
| ------------------------------------------------------------------ | ---------------- | -------------------------------- | ----------------------- | ------------------------- |
| 5                                                                  | 1                | „La Lanterna”                    | Letchworth, Anglia      | 2005. május 24.           |
|                                                                    |                  |                                  |                         |                           |
| 6                                                                  | 2                | „D-Place”                        | Chelmsford, Anglia      | 2005. május 31.           |
| Az éttermet átnevezték Saracen's Cafe Bar névre az epizód folyamán |                  |                                  |                         |                           |
| 7                                                                  | 3                | „Momma Cherri's Soul Food Shack” | Brighton, Anglia        | 2005. június 7.           |
|                                                                    |                  |                                  |                         |                           |
| 8                                                                  | 4                | „La Riviera”                     | Inverness, Skócia       | 2005. június 14.          |
| Az étterem új neve: Abstract                                       |                  |                                  |                         |                           |
| 9                                                                  | 5                | „The Glass House”                | Ambleside, Anglia       | 2005. június 21.          |
| Újralátogatás                                                      |                  |                                  |                         |                           |
| 10                                                                 | 6                | „The Walnut Tree Inn”            | Llandewi Skirrid, Wales | 2005. június 28.          |
| Újralátogatás                                                      |                  |                                  |                         |                           |
| 11                                                                 | 7                | „Moore Place”                    | Esher, Anglia           | 2005. július 5.           |
| Újralátogatás                                                      |                  |                                  |                         |                           |
| 12                                                                 | 8                | „Bonapartes Restaurant”          | Silsden, Anglia         | 2005. július 12.          |
| Újralátogatás                                                      |                  |                                  |                         |                           |

### Harmadik évad (2006)
| #                                                        | # (évadon belül) | Étterem              | Helyszín          | Eredeti sugárzási időpont |
| -------------------------------------------------------- | ---------------- | -------------------- | ----------------- | ------------------------- |
| 13                                                       | 1                | „Oscar's”            | Nantwich, Anglia  | 2006. február 21.         |
|                                                          |                  |                      |                   |                           |
| 14                                                       | 2                | „The Sandgate Hotel” | Sandgate, Anglia  | 2006. február 28.         |
|                                                          |                  |                      |                   |                           |
| 15                                                       | 3                | „Clubway 41”         | Blackpool, Anglia | 2006. március 7.          |
| Az éttermet átnevezték Jacksons névre az epizód folyamán |                  |                      |                   |                           |
| 16                                                       | 4                | „La Gondola”         | Derby, Anglia     | 2006. március 14.         |
|                                                          |                  |                      |                   |                           |

### Negyedik évad (2006)
| #                                                                              | # (évadon belül) | Étterem                          | Helyszín             | Eredeti sugárzási időpont |
| ------------------------------------------------------------------------------ | ---------------- | -------------------------------- | -------------------- | ------------------------- |
| 17                                                                             | 1                | „La Parra de Burriana”           | Nerja, Spanyolország | 2006. november 14.        |
|                                                                                |                  |                                  |                      |                           |
| 18                                                                             | 2                | „The Fenwick Arms”               | Claughton, Anglia    | 2006. november 21.        |
|                                                                                |                  |                                  |                      |                           |
| 19                                                                             | 3                | „Rococo”                         | King's Lynn, Anglia  | 2006. november 28.        |
| Az éttermet átnevezték Maggie's névre az epizód folyamán                       |                  |                                  |                      |                           |
| 20                                                                             | 4                | „Morgans”                        | Liverpool, Anglia    | 2006. december 5.         |
|                                                                                |                  |                                  |                      |                           |
| 21                                                                             | 5                | „La Riviera”                     | Inverness, Skócia    | 2006. december 12.        |
| Újralátogatás, az étterem új neve: Abstract                                    |                  |                                  |                      |                           |
| 22                                                                             | 6                | „Momma Cherri's Soul Food Shack” | Brighton, Anglia     | 2006. december 19.        |
| Újralátogatás, az étterem időközben új nevet kapott: Momma Cherri's Big House. |                  |                                  |                      |                           |

### Ötödik évad (2007)
| #                                                                      | # (évadon belül) | Étterem                | Helyszín               | Eredeti sugárzási időpont |
| ---------------------------------------------------------------------- | ---------------- | ---------------------- | ---------------------- | ------------------------- |
| 23                                                                     | 1                | „Ruby Tate's”          | Brighton, Anglia       | 2007. október 30.         |
| Az éttermet átnevezték Love's Fish Restaurant névre az epizód folyamán |                  |                        |                        |                           |
| 24                                                                     | 2                | „Piccolo Teatro”       | Párizs, Franciaország  | 2007. november 6.         |
|                                                                        |                  |                        |                        |                           |
| 25                                                                     | 3                | „The Fenwick Arms”     | Claughton, Anglia      | 2007. november 13.        |
| Újralátogatás                                                          |                  |                        |                        |                           |
| 26                                                                     | 4                | „La Parra de Burriana” | Nerja, Spanyolország   | 2007. november 20.        |
| Újralátogatás                                                          |                  |                        |                        |                           |
| 27                                                                     | 5                | „The Priory”           | Haywards Heath, Anglia | 2007. november 27.        |
|                                                                        |                  |                        |                        |                           |
| 28                                                                     | 6                | „The Fish and Anchor”  | Lampeter, Wales        | 2007. december 4.         |
|                                                                        |                  |                        |                        |                           |
| 29                                                                     | 7                | „Curry Lounge”         | Nottingham, Anglia     | 2007. december 11.        |
|                                                                        |                  |                        |                        |                           |
| 30                                                                     | 8                | „The Granary”          | Titchfield, Anglia     | 2007. december 18.        |
|                                                                        |                  |                        |                        |                           |

### Great British Nightmare
| #                                                               | # (évadon belül) | Étterem               | Helyszín          | Eredeti sugárzási időpont |
| --------------------------------------------------------------- | ---------------- | --------------------- | ----------------- | ------------------------- |
| 31                                                              | 1                | „The Dovecote Bistro” | Devon, Anglia     | 2009. január 30.          |
| Az éttermet átnevezték Martins' Bistro névre az epizód folyamán |                  |                       |                   |                           |
| 32                                                              | 2                | „The Runaway Girl”    | Sheffield, Anglia | 2009. január 30.          |
| Az éttermet átnevezték Silversmiths névre az epizód folyamán    |                  |                       |                   |                           |

## Hamis vádak
2006 júniusában Ramsay pert nyert az Evening Standard ellenében. A lap korábban azt állította, hogy a műsorfolyam első részében az étteremről a tévéképernyőn át mutatott képet a készítők meghamisították. Ezt az állítást riportok követték a Bonaparte étterem korábbi tulajdonosával, Sue Ray-jel. Ramsay 75 000 fontos kártérítést kapott a perköltségeken felül.
Ramsay azt nyilatkozta, hogy nem fogja hagyni az embereknek, hogy akármit leírjanak róla, ami csak az eszükbe jut. Megerősítette, hogy minden, amit tesznek valós, nem hamisítanak meg semmit.

## Fogadtatás
A műsor jó kritikákat kapott az éttermek és a vendéglátó ipar mélyreható bemutatásáért. Jane Redfem az Off the Telly-től megjegyezte, hogy bár a műsort kissé arra szabták, hogy erősítse Ramsay mocskos szájú, szókimondó imidzsét, de nézve szereplését, hallgatva és elgondolkodva azon amit mond, egyértelművé válik professzionális szintű jártassága. Lorna Martin az The Observertől úgy találta, hogy a műsor nagyon addiktív – izgalommal, érzelemmel és szórakoztatással körítve."
Sara Dickerman a Slate's magazintól megállapította, hogy üdítő a műsor "gazdasági realizmusa" a megfáradt gasztronómiai televíziós műsorok között. Azt írta, hogy van valami üdítő abban, hogy a show nem ad "ingyen jegyet" a sikerhez (nincs sebészeti beavatkozás, millió dollár, álommunka), ad viszont reményt.
A Ramsay, a konyha ördöge televíziós BAFTA díjat kapott Best Feature kategóriában 2005-ben és 2008-ban.
2006-ban Emmy-díjjal jutalmazták a reality-jellegű szórakoztató műsorok ("non-scripted entertainment") kategóriájában.

## Nemzetközi változatok
| Ország | Cím                             | Csatorna          | Séf                | Eredeti vetítés | Forrás(ok) |
| ------ | ------------------------------- | ----------------- | ------------------ | --------------- | ---------- |
| BRA    | Kitchen Nightmares              | Rede Bandeirantes | Alex Atala         | 2012            | [ 9 ]      |
| FIN    | Kuppilat kuntoon, Jyrki Sukula! | Nelonen           | Jyrki Sukula       | 2012 óta        | [ 10 ]     |
| FRA    | Cauchemar en cuisine            | M6                | Philippe Etchebest | 2011 óta        | [ 11 ]     |
| POL    | Kuchenne rewolucje              | TVN               | Magda Gessler      | 2010 óta        | N/A        |
| ESP    | Pesadilla en la cocina          | laSexta           | Alberto Chicote    | 2012 óta        | [ 12 ]     |
| SWE    | Kniven mot strupen              | TV3               | Alexander Nilsson  | 2009–2012       | [ 13 ]     |
| USA    | Kitchen Nightmares              | Fox               | Gordon Ramsay      | 2007 óta        | N/A        |

## Fordítás
Ez a szócikk részben vagy egészben  a   Ramsay's Kitchen Nightmares című angol Wikipédia-szócikk fordításán alapul.  Az eredeti cikk szerkesztőit annak laptörténete sorolja fel. Ez a jelzés csupán a megfogalmazás eredetét és a szerzői jogokat jelzi, nem szolgál a cikkben szereplő információk forrásmegjelöléseként.